# Eta Linnemann
Eta Linnemann (19 de outubro de 1926 em Osnabruque – 9 de maio de 2009 em Leer) foi uma teóloga protestante alemã. Em seus últimos anos, ela rompeu completamente com a teologia de seu professor Rudolf Bultmann.

## Vida
Eta Linnemann estudou teologia protestante na Universidade de Marburgo, na Universidade de Tubinga e na Universidade de Göttingen de outubro de 1948 a julho de 1953. Ela passou no primeiro e segundo exames estaduais em agosto de 1953 e em agosto de 1957, respectivamente. A Igreja Evangélica Luterana de Hanôver encarregou Linnemann de escrever interpretações de textos bíblicos para educação religiosa. Deste trabalho surgiu sua dissertação sobre as parábolas de Jesus - Gleichnisse Jesu, Einführung und Auslegung - com o qual foi promovida a doutora em teologia summa cum laude em julho de 1961 na Church University Berlin-Zehlendorf.
Entre 1961 e 1966 ela lecionou no seminário para o serviço religioso em Berlin-Zehlendorf, em 1967 ela foi nomeada Professora Visitante na Universidade Técnica de Braunschweig. Em fevereiro de 1970, Eta Linnemann trabalhava na Universidade de Marburgo com Rudolf Bultmann e Ernst Fuchs em estudos sobre a história da paixão. Em 10 de agosto de 1971, ela foi premiada com a cátedra honorária de Novo Testamento na Faculdade de Teologia da Philipps-University Marburg. No ano seguinte, a Universidade Técnica de Braunschweig nomeou-a para a cadeira de teologia e metodologia do ensino religioso. Linnemann era membro da sociedade internacional Studiorum Novi Testamenti Societas.
Após uma experiência de conversão em 1977, Linnemann causou comoção em 1978, quando renunciou ao método histórico-crítico em 1978 e pediu aos leitores que destruíssem suas publicações anteriores. A partir de 1983, aos 60 anos, ela partiu da Alemanha para a Indonésia para treinar pastores na Universidade Teológica da comunidade da Missão Indonésia em Batu. Em 2007, ela citou Ernst Käsemann e uma testemunha auditiva não identificada, afirmando que Rudolf Bultmann em seu leito de morte havia se retratado de suas opiniões críticas.
Eta Linnemann viveu seus últimos anos no distrito de Loga de Leer.

## Influência
Linnemann rejeitou a prioridade de Marcos e favoreceu a hipótese independente dos evangelhos sinóticos. Uma das opiniões de Linnemann para encontrar apoio entre os acadêmicos conservadores de língua inglesa, notadamente F. David Farnell, foi a sua rejeição de uma Fonte Q para os Evangelhos sinópticos em favor de uma explicação seguindo a exigência judaica de Deuteronômio 19:15 que "no depoimento de duas ou três testemunhas, um assunto será confirmado".

## Publicações selecionadas
- Bibel oder Bibelkritik? (A Bíblia ou a crítica bíblica?), Nuremberg 2007
- Historical Criticism of the Bible: Methodology or Ideology? Reflections of a Bultmannian Turned Evangelical, (traduzido por Robert W Yarbrough), Grand Rapids 2001, Kregel Publications, ISBN 978-0-8254-3095-4
- Gibt es ein synoptisches Problem? (Is there a synoptic problem?), Nuremberg 1999, 4 edição revisada. 3ª edição traduzida para o inglês
- Wissenschaft oder Meinung? (Science or opinion?, publicada em português como 'Crítica Histórica da Bíblia'), Nuremberg 1999, 2 edição estendida
- Bibelkritik auf dem Prüfstand. (A Crítica Bíblica Em Julgamento, publicada no Brasil pela editora Cultura Cristã), Nuremberg 1998, 1ª edição
- Studien zur Passionsgeschichte. (Studies on the Passion story), Göttingen, 1970
- Gleichnisse Jesu - Einführung und Auslegung. (The Parables of Jesus - introduction and interpretation), Göttingen 1964, 3ª edição ampliada